# San Francesco al Campo
San Francesco al Campo es una localidad y comune italiana de la provincia de Turín, región de Piamonte, con 4.800 habitantes.

## Evolución demográfica
| Gráfica de evolución demográfica de San Francesco al Campo entre 1861 y 2001 |
|                                                                              |
| Fuente ISTAT - elaboración gráfica de Wikipedia                              |